# MIMD
MIMD (ang. multiple instruction, multiple data) – według taksonomii Flynna rodzaj architektury komputerów w której przetwarzanie równoległe zachodzi zarówno na poziomie danych jak i instrukcji. Komputery zbudowane w architekturze MIMD posiadają wiele procesorów (najczęściej zrealizowanych w architekturze SIMD) pracujących niezależnie i asynchronicznie. Oznacza to, iż w każdej chwili procesory mogą wykonywać różne instrukcje na odmiennych danych. Procesory mogą korzystać ze wspólnej pamięci dzielonej lub używać modelu rozproszonego w którym każdy z nich posiada prywatną przestrzeń adresową.
Do niedawna technologia MIMD była zarezerwowana dla superkomputerów, gdzie wyparła używaną początkowo SIMD, w efekcie czego zdecydowana większość superkomputerów na liście TOP500 jest zrealizowana właśnie z jej użyciem. Wraz z pojawieniem się na rynku procesorów wielordzeniowych technologia ta zaczęła być szeroko stosowana również w komputerach osobistych, gdzie dość szybko zyskała miano standardu.